# Boussières
Boussières é uma comuna francesa na região administrativa de Borgonha-Franco-Condado, no departamento de Doubs. Estende-se por uma área de 5,58 km². Em 2010 a comuna tinha 1 161 habitantes (densidade: 208,1 hab./km²).